# Ijwán (Arabia Saudita)

Bandera de los ijwān.

Los ijwán, ijwān o ikhwan (del árabe الإخوان, que significa "hermanos") y también ajwán fue una milicia religiosa islámica saudí compuesta por miembros de tribus tradicionalmente nómadas que formaron una fuerza militar significativa durante el gobierno de Ibn Saúd. Desempeñaron un papel importante para reafirmarlo como gobernante de la mayor parte de la Península arábiga y constituyeron la base para crear el Reino de Arabia Saudita. Los ijwán más tarde se convirtieron en la Guardia Nacional de Arabia Saudita.
Los ijwán aparecieron por primera vez alrededor de 1902. Fueron producto del clero islámico que tenía como objetivo dividir a las tribus beduinas y asentarlas alrededor de los pozos y oasis de las poblaciones árabes sedentarias, principalmente las de la región de Néyed, con el argumento de que la vida nómada era incompatible con la estricta conformidad de su interpretación del Islam. Los beduinos recientemente islamizados debían convertirse de asaltantes nómadas a soldados para el islam. Los maestros y clérigos de los ijwān se dedicaron a extender su idea de la purificación y la unificación del Islam, y algunos de los recién convertidos se rebelaron contra su emir Ibn Saúd, acusándolo de laxitud religiosa. La conquista del Hiyaz en 1924 puso a todo el estado saudita actual bajo el control de Ibn Saúd. El monarca entonces entró en conflicto con elementos del ijwán, venciéndolos en la Batalla de Sabilla en 1929. Posteriormente, la milicia fue reorganizada en la Guardia Nacional de Arabia Saudita.

## Antecedentes

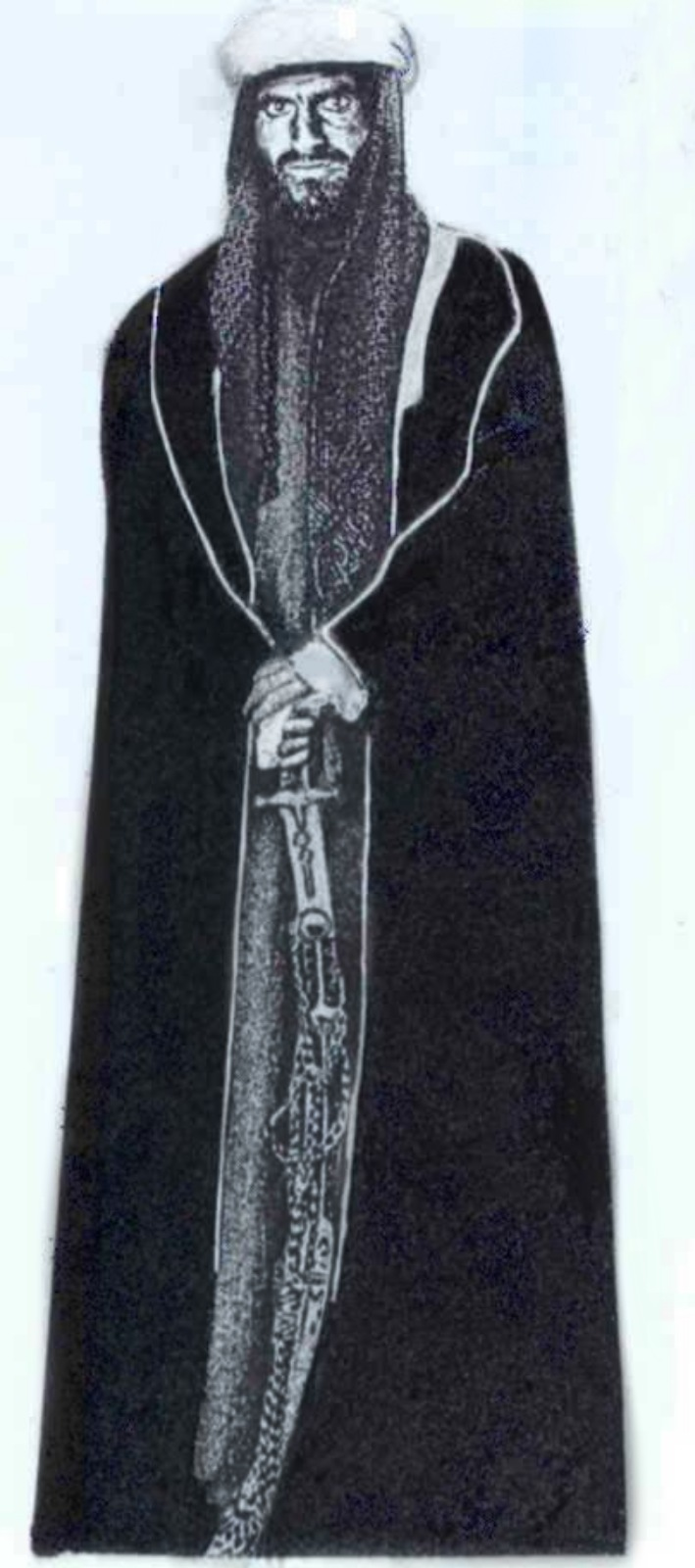
Sultan bin Bajad, uno de los líderes ijwān.

Según el estudioso David Commins, alrededor de 1913, al mismo tiempo que Ibn Saud recuperó al-Hasa, surgió en circunstancias oscuras un entusiasta movimiento conocido como ijwán (los hermanos). Los ulemas salafíes predicaron a las tribus nómadas, pasando de su idolatría al islam a convertirlos en soldados para la expansión saudita. Los ijwán se convirtieron en guerreros religiosos unidos y motivados por el idealismo más que por la lealtad a Ibn Saúd. El resultado fue una rebelión de algunos de ellos contra su creador, que los aplastó y, al hacerlo, reafirmó el poder dinástico sobre la misión religiosa.
La remota y árida región de Néyed había sido gobernada por la Casa de Saúd y dominada religiosamente por el movimiento de resurgimiento islámico conocido como Ijwan min taa Allah (con algunas excepciones) desde mediados del siglo XVIII. Ijwan min taa Allah era un movimiento de gente popular que tradicionalmente consideraba a los pastores nómadas beduinos como portadores de ignorancia religiosa, yahilíyyah, y por tanto sujetos a la conversión al islam. Para remediar esta situación, los beduinos habían abandonado su tradicional estilo de vida nómada para instalarse en los asentamientos agrícolas conocidos como hijra (huyyar), donde se les enseñaba agricultura, artesanías u oficios y principalmente, cómo ser 'musulmanes'. Había 52 hujar (plural de hijra) en 1920 y 120 en 1929.
Los ijwán, lejos de la imagen tradicional del beduino enriquecido se distinguieron por llevar turbantes de blanco en lugar del tradicional kufiya árabe (tocado con cuerda) y por cubrirse la cara cuando se encontraban con europeos o árabes de fuera de Arabia Saudita.
La pacificación de los miembros de las tribus no fue un éxito completo, y antiguos nómadas continuaron sus incursiones, que ahora tenían una sanción religiosa y eran más sangrientas que antes. A diferencia de los asaltantes nómadas, los ijwān ganaron notoriedad por matar rutinariamente a cautivos varones y por, algunas veces, matar a niños y mujeres. De 1914 a 1926, Ibn Saúd y los líderes aliados del Ikhwan-men-tah-allah instaron a los ijwán a no atacar ni hostigar a otros nómadas y ciudadanos de Néyed. Entre 1926 y 1930, el conflicto fue más grave, produciéndose una rebelión e intento de derrocar a Ibn Saúd por una minoría de los líderes ijwán. Con la conquista de Heyaz en 1925, Ibn Saud había completado su expansión territorial y había negociado acuerdos fronterizos con sus vecinos, los protectorados británicos de Transjordania, Irak y Kuwait. Algunos líderes ijwān quisieron continuar la expansión territorial en estos estados, y lanzaron incursiones en ellos, lo que dejó a Ibn Saúd como responsable de los ataques militares que se originaban en su país y se enfrentaría al poder militar británico si no los detenía.

## Diferencias con Ibn Saúd

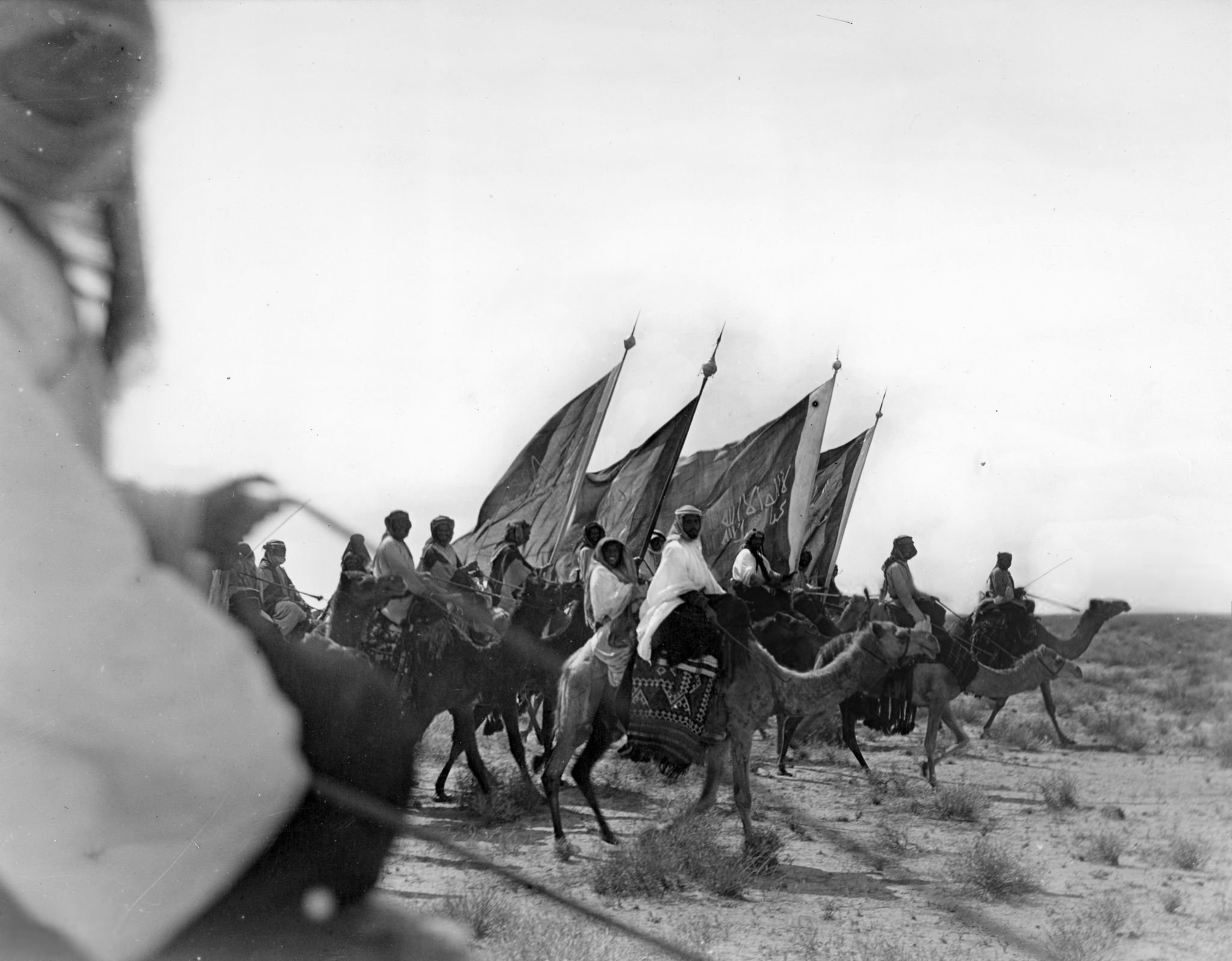
Los ijwān en una marcha.

En general, los ijwān deseaban que Ibn Saúd siguiera los estrictos fundamentos del hanbalismo, mientras que Ibn Saud buscaba más flexibilidad para adaptar su política a las circunstancias locales y mantener la estabilidad política, especialmente en las tierras recién conquistadas que tenían pocos creyentes sunitas. Después de la conquista de las dos ciudades santas de La Meca y Medina, que habían formado parte del Imperio Otomano durante cuatro siglos y habían desarrollado una cultura religiosa pluralista, Ibn Saúd buscó tranquilizar al mundo musulmán asegurando que un nuevo régimen saudí no interrumpiría la peregrinación, aunque los ijwān presionaban por un estricto cumplimiento de las normas, como prohibir fumar tabaco y adorar en los santuarios.
En una reunión en 1926 de los líderes de los ijwān en al-Artawiya, se encontró a Ibn Saúd culpable de no defender la marcada separación entre la creencia y la infidelidad. Entre sus faltas, estaba que hubiese permitido que dos de sus hijos viajaran a 'tierras idólatras' (Faysal a Inglaterra y Saúd a Egipto), permitiendo (lo que creían que eran) nómadas idólatras de Irak y Transjordania que pastoreaban a sus animales en 'la morada del Islam', la indulgencia hacia los chiitas y la introducción de inventos modernos (automóvil, teléfono y telégrafo) y, lo que consideraban impuestos ilegales a las tribus nómadas. Ibn Saúd intentó aplacarlos presentando sus acusaciones a los ulemas eruditos religiosos, quienes acordaron la necesidad de llevar a cabo políticas más estrictas hacia los no sunitas, pero también afirmaron que solo el gobernante (Ibn Saúd) tenía el derecho a declarar la yihad.